# Szekessya kaszabi
Szekessya kaszabi es una especie de coleóptero de la familia Salpingidae.

## Distribución geográfica
Habita en las islas Kusaie.